# Scipione Pulzone

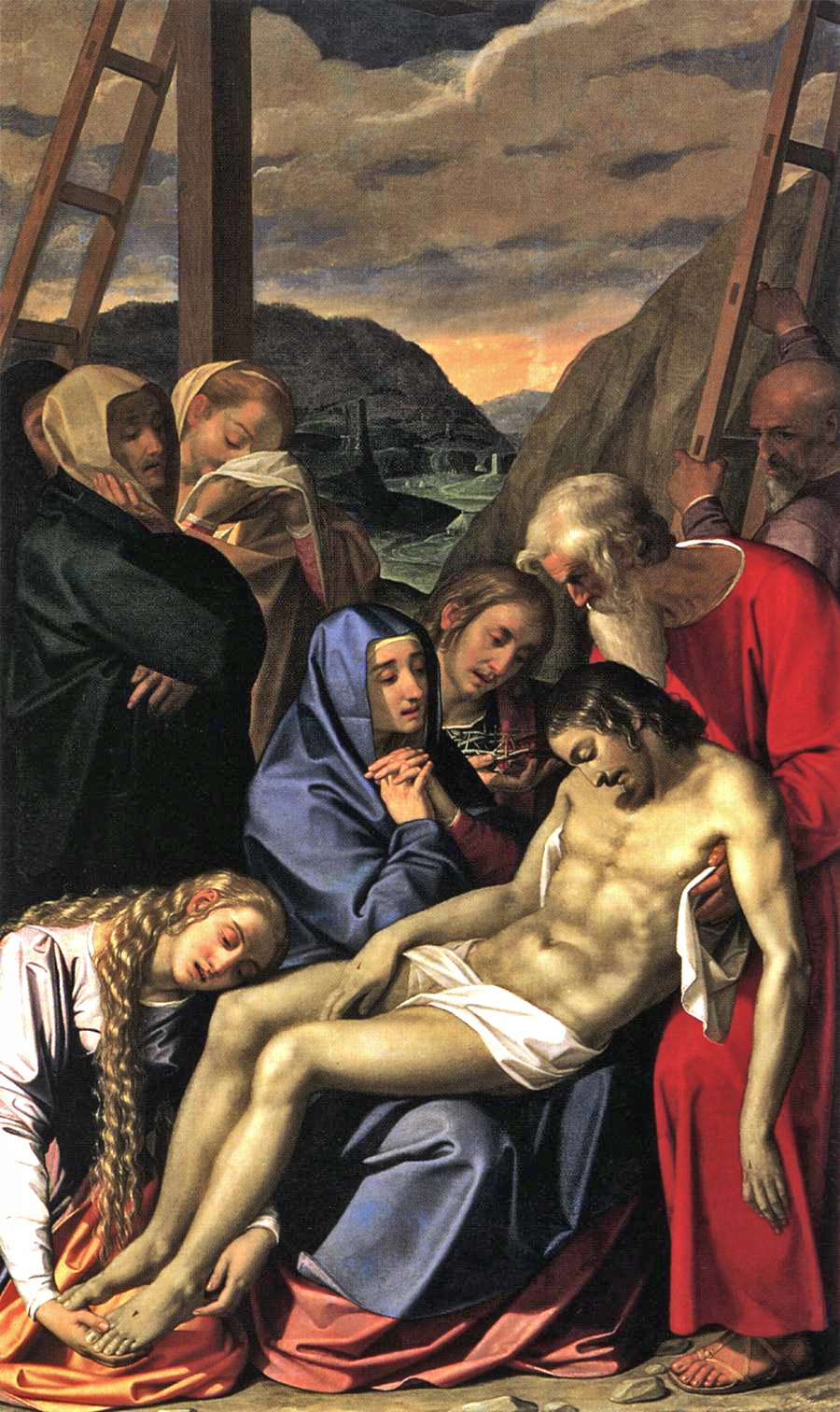
Scipione Pulzone, De bewening van Christus (1593)

Scipione Pulzone (Gaeta vlak bij Napels, circa 1544 - Rome, 1 februari 1598) is een Italiaans kunstschilder. Hij is ook bekend als Il Gaetano.

## Biografie
Pulzone was een gewaardeerde kunstenaar uit de late Italiaanse Renaissance en een van de meest originele picturale vertolkers uit de tijd van de contrareformatie. Pulzone werd vermoedelijk geboren ergens in de veertiger jaren van de zestiende eeuw in Gaeta en werd aanvankelijk opgeleid als kunstschilder in het atelier van Jacopino del Conte. Veel van zijn werk, met name de religieuze schilderijen, lijken sterk beïnvloed door de stijl van Girolamo Siciolante da Sermoneta. Pulzone blonk vooral uit in zijn portretten met een hoge artistieke kwaliteit in de weergave van details. Hij werkte voornamelijk in Napoli, Florence en Rome.
Pulzone schilderde paus Gregorius XIII, kardinaal de 'Medici en Francesco I de' Medici, groothertog van Toscane, Eleanor de 'Medici en Marie de' Medici. Hij schilderde ook een Pietà voor de Gesù; en een kruisiging voor de Santa Maria in Vallicella.

## Galerij (selectie)

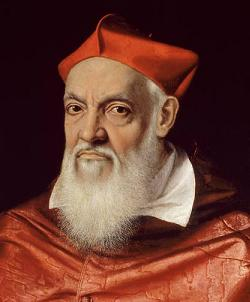
Kardinaal Ricci
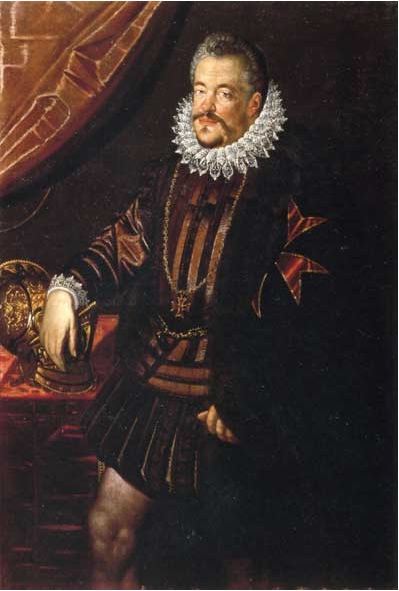
Portret van Ferdinando I de' Medici (1549-1609) ca. 1582
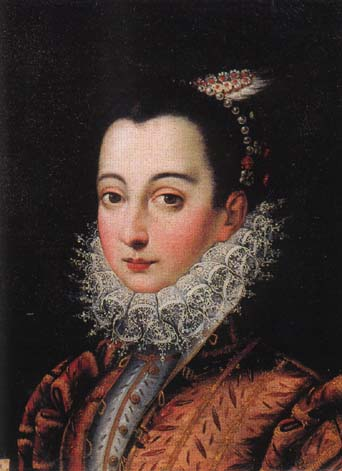
Vittoria Accoramboni
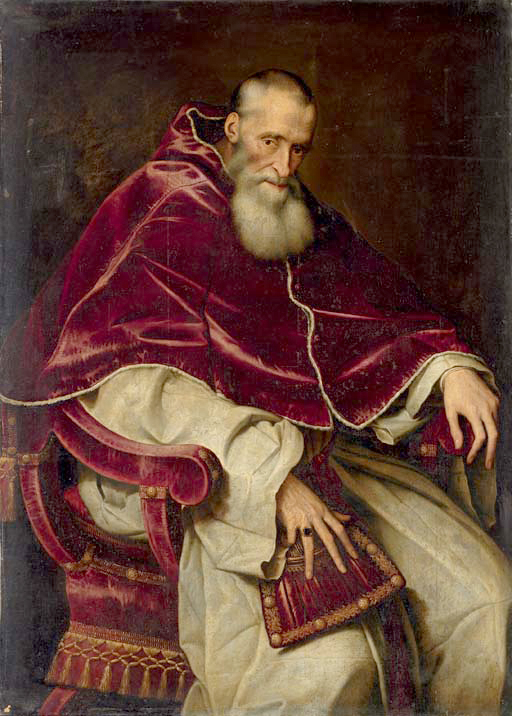
Alessandro Farnese (1468-1549), Paus Paul III (1534-1549)
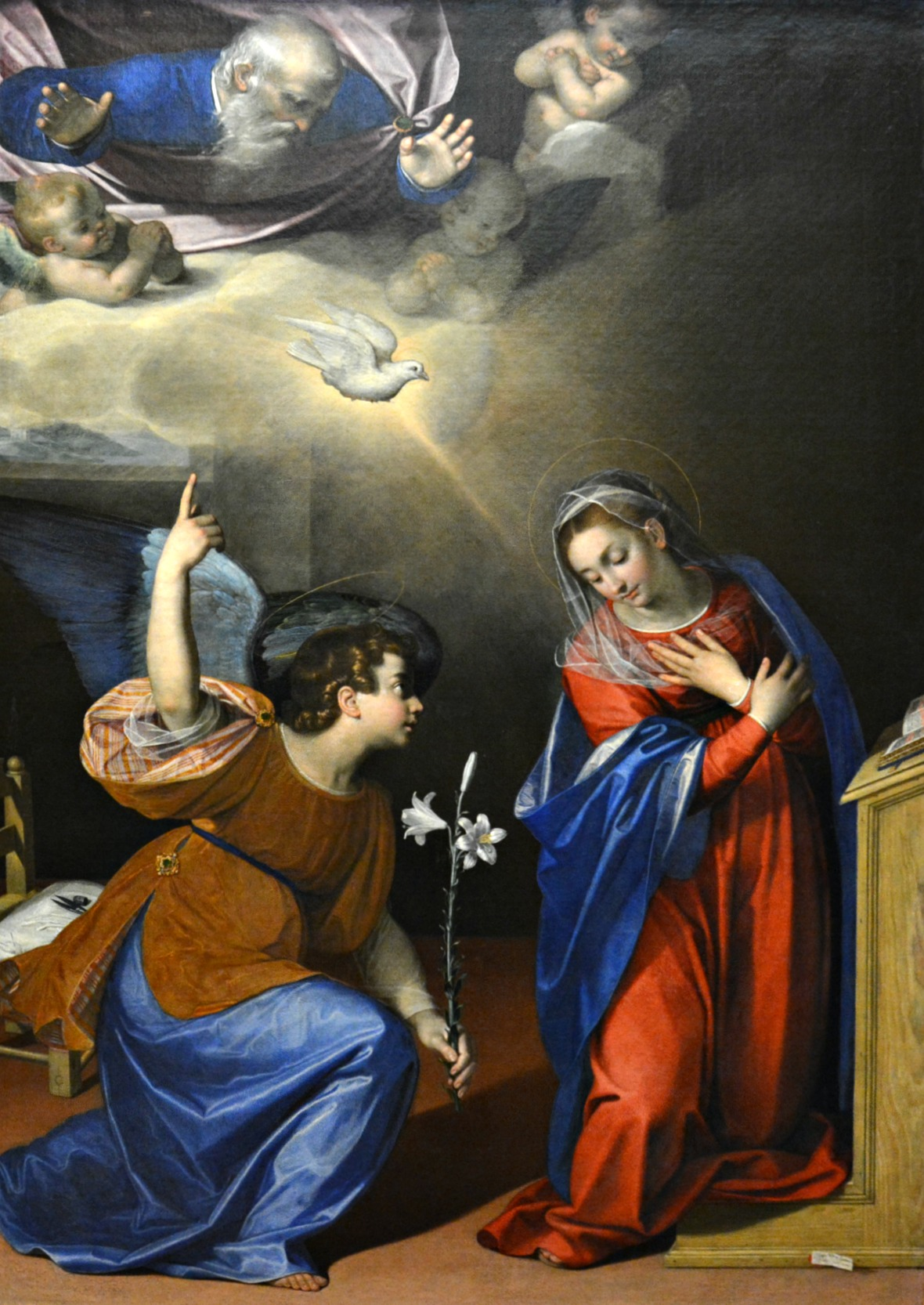
Annunciatie